# جمعیت‌شناسی تهران
تهران مرکز استان تهران و بزرگ‌ترین و پُرجمعیت‌ترین شهر ایران است. تهران شهری با گوناگونی قومیت است اما جمعیت خارجی آن بسیار کم است. تهران هنگام پایتخت شدن جمعیتی کمتر از ۲۰ هزار تن داشت و هم‌اکنون به یکی از پرجمعیت‌ترین کلان‌شهرهای خاورمیانه تبدیل شده است. میزان رشد جمعیت در تهران سالانه ۱/۷۹ درصد است. میزان باسوادی نیز در تهران بالاست.

## تحولات جمعیت
تحولات جمعیتی تهران به عنوان پایتخت، پس از سال ۱۳۰۰ شامل چهار دورهٔ برجسته می‌شود:
1. دورهٔ اول از سال ۱۳۰۰ تا ۱۳۲۰ که خندق‌ها و دروازه‌ها از میان رفتند، راه‌های شهر اصلاح شدند و شهر شکل منظم هندسی به خود گرفت. جمعیت تهران در این سده افزایش چشمگیری پیدا کرد، به‌نحوی که طی دو سرشماری در سال‌های ۱۳۱۰ و ۱۳۱۹، از ۳۰۰ هزار تن در سرشماری نخست، به ۵۴۰ هزار تن در سرشماری دوم رسید.[۶]
2. دورهٔ دوم از سال ۱۳۲۰تا ۱۳۳۲ که این دوره همراه با بروز جنگ جهانی دوم بود و تغییرات زیادی انجام نشد و تنها شهر از اطراف توسعه یافت. جمعیت تهران در این دوره مطابق آمار رسمی سال ۱۳۲۵ حدود ۸۸۰ هزار تن بود.[۶]
3. دورهٔ سوم از سال ۱۳۳۲ تا ۱۳۵۷ که در این دوره به دلیل ساخت بزرگراه‌ها، خیابان‌ها و بلوارها، شهرک‌های تازه و ساختمان‌های بزرگ، تهران رشد چشمگیری داشت و از هر سو گسترش پیدا کرده بود، به نحوی که یکی از شهرهای بزرگ آسیا به حساب می‌آمد. جمعیت تهران به سرعت افزایش پیدا کرده بود و از یک میلیون و ۸۰۰ هزار تن در ۱۳۳۵ به چهارمیلیون و ۵۳۰ هزار تن در سال ۱۳۵۵ رسیده بود.[۶]
4. دورهٔ چهارم از سال ۱۳۵۷ تا ۱۳۶۵ که سال‌های نخست پس از انقلاب ۱۳۵۷ بود، تهران از هر سو گسترده شد. مهاجرت به تهران و دادن زمین به تعاونی‌ها برای خانه‌سازی و ایجاد خانه‌های ارزان‌قیمت، از دلایل گسترش شهر در این دوران است. براساس آمار سال ۱۳۷۱ جمعیت تهران ۶۶۲۰۴۶۱ تن بود.[۶]

در دهه‌های گذشته، جمعیت خالص افزوده شده به تهران بیش از پنج‌میلیون نفر است که این پیامدهای اقتصادی، اجتماعی و زیست‌محیطی گسترده‌ای داشته است. براساس شش دوره سرشماری انجام شده، جمعیت تهران از سال‌های ۱۳۳۵ تا ۱۳۸۵ حدود پنج‌برابر شده است و این رشد در شهرهای اطراف تهران بیشتر از شهر تهران بود؛ به طوری که رشد شهر تهران طی دهه‌های اخیر کاهش یافته و بر جمعیت پیرامون آن افزوده شده است.

## آمار

### سرشماری‌ها
| سال                       | جمعیت   | نرخ رشد | حکومت                                               |
| ------------------------- | ------- | ------- | --------------------------------------------------- |
| ۹۳۳                       | ۱۰۰۰    |         | شاه تهماسب                                          |
| ۱۰۰۵                      | ۳۰۰۰    | ۱/۴     | شاه عباس صفوی                                       |
| ۱۱۷۶                      | ۱۵۰۰۰   | ۵/۲     | آقامحمدخان قاجار                                    |
| ۱۱۸۶                      | ۵۰۰۰۰   | ۱۲/۰۳   | فتحعلی‌شاه قاجار                                     |
| ۱۱۹۱                      | ۶۰۰۰۰   | ۳/۶     | فتحعلی‌شاه قاجار                                     |
| ۱۲۱۳                      | ۸۰۰۰۰   | ۲/۸     | اواخر دوران فتحعلی‌شاه و ابتدای دوران محمد شاه قاجار |
| ۱۲۴۶                      | ۱۴۷۲۵۶  | ۲/۹     | ناصرالدین‌شاه قاجار                                  |
| ۱۳۰۹                      | ۲۵۰۰۰۰  | ۲/۴     | رضا شاه پهلوی                                       |
| ۱۳۱۹                      | ۵۴۰۰۸۷  | ۶/۶     | رضا شاه پهلوی                                       |
| ۱۳۳۵                      | ۱۵۶۰۹۳۴ | ۵/۵     | محمدرضا شاه پهلوی                                   |
| ۱۳۴۵                      | ۲۷۱۹۷۳۰ | ۵/۱     | محمدرضا شاه پهلوی                                   |
| ۱۳۵۵                      | ۴۵۳۰۲۲۳ | ۲/۹     | محمدرضا شاه پهلوی                                   |
| ۱۳۶۵                      | ۶۰۵۸۲۰۷ | ۱/۳     | جمهوری اسلامی                                       |
| ۱۳۷۰                      | ۶۴۹۷۲۳۸ | ۰/۷۸    | جمهوری اسلامی                                       |
| ۱۳۷۵                      | ۶۷۵۸۸۴۵ | ۱/۳     | جمهوری اسلامی                                       |
| ۱۳۸۵                      | ۷۷۱۱۲۳۰ |         | جمهوری اسلامی                                       |
| منابع: اطلس کلان‌شهر تهران |         |         |                                                     |

### آمار اساسی

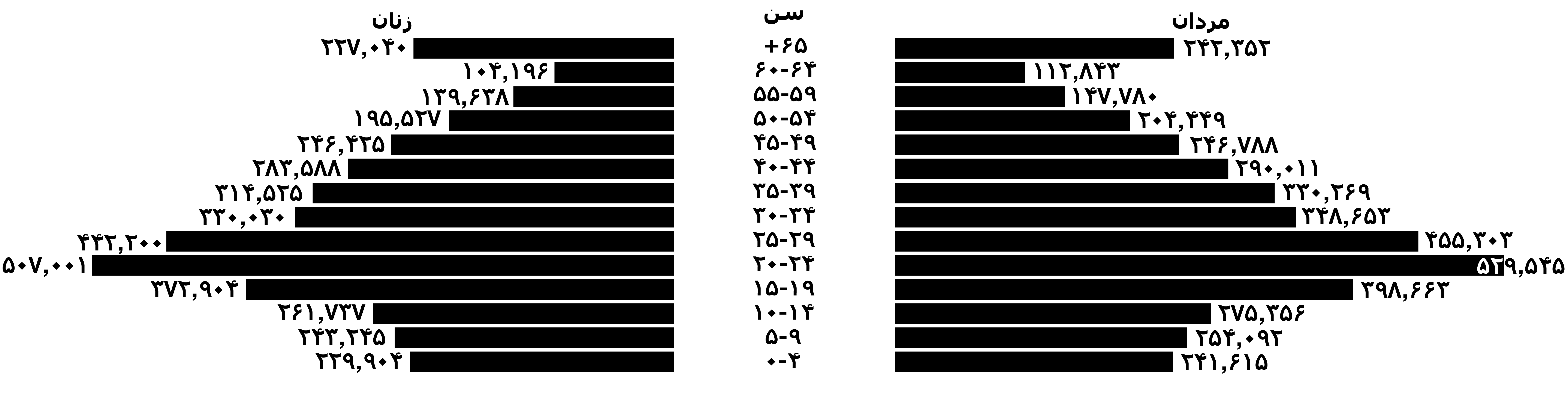

| منطقه                | جمعیت کل  | شمار مرد  | شمار زن   | شمار خانوار | بعد خانوار | نسبت جنسی | تراکم |
| -------------------- | --------- | --------- | --------- | ----------- | ---------- | --------- | ----- |
| منطقه                | ۸٬۶۷۹٬۹۳۶ | ۴٬۳۱۵٬۱۹۶ | ۴٬۳۶۴٬۷۴۰ | ۲٬۹۰۷٬۲۳۹   | ۳/۰        | ۹۹٪       | ۱۴    |
| منطقه ۱              | ۴۹۳٬۸۸۹   | ۲۴۱٬۸۰۵   | ۲۵۲٬۰۸۴   | ۱۶۹٬۲۵۹     | ۲/۹        | ۹۶٪       | ۱۱    |
| منطقه ۲              | ۶۹۲٬۵۷۹   | ۳۳۸٬۱۳۶   | ۳۵۴٬۴۴۳   | ۲۳۶٬۹۹۲     | ۲/۹        | ۹۵٪       | ۱۵    |
| منطقه ۳              | ۳۳۰٬۰۰۴   | ۱۵۸٬۰۵۴   | ۱۷۱٬۹۵۰   | ۱۱۸٬۸۰۱     | ۲/۸        | ۹۲٪       | ۱۱    |
| منطقه ۴              | ۹۱۷٬۲۶۱   | ۴۵۶٬۳۹۴   | ۴۶۰٬۸۶۷   | ۳۰۳٬۷۳۰     | ۳/۰        | ۹۹٪       | ۱۵    |
| منطقه ۵              | ۸۵۶٬۵۶۵   | ۴۲۰٬۴۳۱   | ۴۳۶٬۱۳۴   | ۲۹۱٬۶۶۵     | ۲/۹        | ۹۶٪       | ۱۶    |
| منطقه ۶              | ۲۵۰٬۷۵۳   | ۱۲۲٬۸۰۴   | ۱۲۷٬۹۴۹   | ۸۴٬۸۹۶      | ۳/۰        | ۹۶٪       | ۱۲    |
| منطقه ۷              | ۳۱۲٬۰۰۲   | ۱۵۱٬۸۸۲   | ۱۶۰٬۱۲۰   | ۱۱۵٬۸۸۰     | ۲/۷        | ۹۵٪       | ۲۰    |
| منطقه ۸              | ۴۲۵٬۰۴۴   | ۲۰۸٬۲۸۴   | ۲۱۶٬۷۶۰   | ۱۴۸٬۵۳۵     | ۲/۹        | ۹۶٪       | ۳۲    |
| منطقه ۹              | ۱۷۴٬۱۱۵   | ۸۸٬۰۹۲    | ۸۶٬۰۲۳    | ۵۷٬۶۴۸      | ۳/۰        | ۱۰۲٪      | ۹     |
| منطقه ۱۰             | ۳۲۶٬۸۸۵   | ۱۶۲٬۰۳۵   | ۱۶۴٬۸۵۰   | ۱۱۷٬۳۲۵     | ۲/۸        | ۹۸٪       | ۴۰    |
| منطقه ۱۱             | ۳۰۸٬۱۷۶   | ۱۵۴٬۵۱۶   | ۱۵۳٬۶۶۰   | ۱۰۷٬۷۵۹     | ۲/۹        | ۱۰۱٪      | ۲۶    |
| منطقه ۱۲             | ۲۴۰٬۹۰۹   | ۱۲۲٬۱۲۱   | ۱۱۸٬۷۸۸   | ۷۹٬۱۰۵      | ۳/۰        | ۱۰۳٪      | ۱۵    |
| منطقه ۱۳             | ۲۵۳٬۰۵۴   | ۱۲۵٬۶۱۷   | ۱۲۷٬۴۳۷   | ۸۵٬۱۳۳      | ۳/۰        | ۹۹٪       | ۲۰    |
| منطقه ۱۴             | ۴۸۹٬۱۰۱   | ۲۴۴٬۵۰۰   | ۲۴۴٬۶۰۱   | ۱۶۳٬۹۲۴     | ۳/۰        | ۱۰۰٪      | ۳۴    |
| منطقه ۱۵             | ۶۵۹٬۴۶۸   | ۳۳۵٬۳۱۴   | ۳۲۴٬۱۵۴   | ۲۰۹٬۱۴۱     | ۳/۲        | ۱۰۳٪      | ۲۴    |
| منطقه ۱۶             | ۲۶۷٬۶۷۸   | ۱۳۴٬۲۵۰   | ۱۳۳٬۴۲۸   | ۸۷٬۴۶۴      | ۳/۱        | ۱۰۱٪      | ۱۶    |
| منطقه ۱۷             | ۲۷۸٬۳۵۴   | ۱۴۰٬۱۳۱   | ۱۳۸٬۲۲۳   | ۹۰٬۰۳۲      | ۳/۱        | ۱۰۱٪      | ۳۴    |
| منطقه ۱۸             | ۴۱۹٬۲۴۹   | ۲۱۳٬۵۱۸   | ۲۰۵٬۷۳۱   | ۱۳۰٬۴۰۵     | ۳/۲        | ۱۰۴٪      | ۱۱    |
| منطقه ۱۹             | ۲۵۵٬۵۳۳   | ۱۳۰٬۲۰۳   | ۱۲۵٬۳۳۰   | ۷۷٬۷۶۴      | ۳/۳        | ۱۰۴٪      | ۱۳    |
| منطقه ۲۰             | ۳۶۷٬۶۰۰   | ۱۸۴٬۲۲۴   | ۱۸۳٬۳۷۶   | ۱۱۶٬۴۹۲     | ۳/۲        | ۱۰۰٪      | ۱۶    |
| منطقه ۲۱             | ۱۸۶٬۳۱۹   | ۹۳٬۷۳۹    | ۹۲٬۵۸۰    | ۶۰٬۴۳۲      | ۳/۱        | ۱۰۱٪      | ۴     |
| منطقه ۲۲             | ۱۷۵٬۳۹۸   | ۸۹٬۱۴۶    | ۸۶٬۲۵۲    | ۵۴٬۸۵۷      | ۳/۲        | ۱۰۳٪      | ۳     |
| منابع: شهرداری تهران |           |           |           |             |            |           |       |

## زبان
تهران بزرگ‌ترین شهر فارسی‌زبان جهان است. ۹۸ درصد تهرانی‌ها زبان فارسی را می‌فهمند. لهجهٔ تهرانی تنها دارای واژگان متفاوت نبوده و در برخی موارد دارای رسم و ساختار ادبی نیز بوده است.

## قومیت‌ها

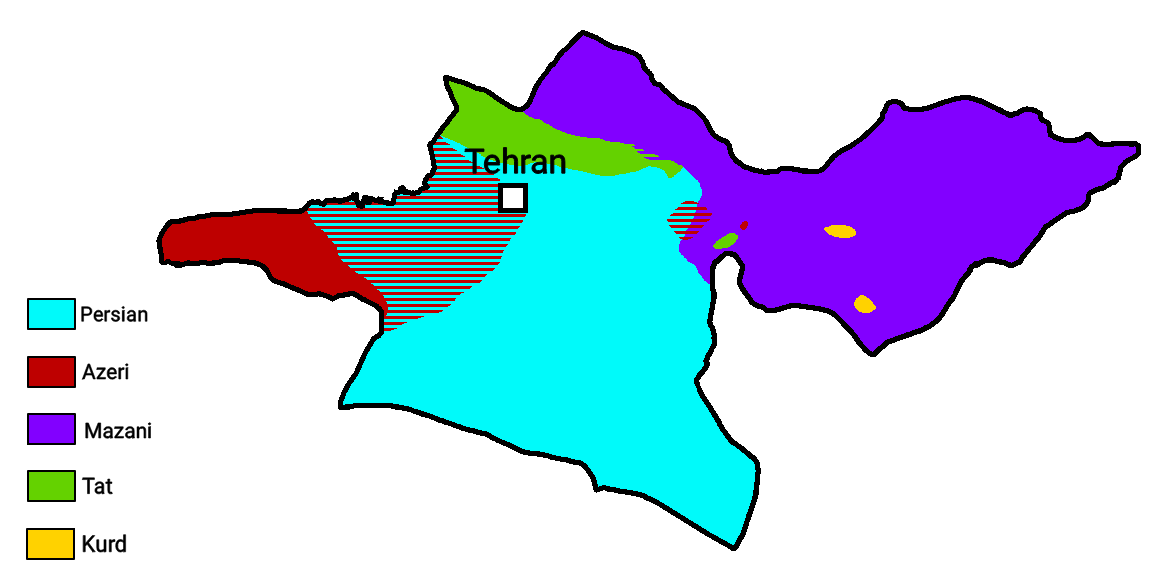
پراکنش اقوام در تهران

بر پایه سرشماری در دوره قاجار در سال ۱۸۵۳ میلادی صاحب خانه‌های تهران اینگونه بوده‌اند ۱۵٪ تهرانی و ۱۲٪ اصفهانی و ۱۰٪ شیرازی و ۸٪ تفرشی و فراهانی و ۴٪ مازندرانی و دیگران از نقاط دیگر مانند قزوین و تبریز و ایروان و کرمانشاه و .. بودند. و در سال ۱۸۶۸ میلادی کسانی که خود را تهرانی اصل می‌دانستند ۲۶٫۸٪ و اصفهانی ۶٫۷٪ و آذربایجانی ۵٫۶٪ و قاجارها ۱٫۴٪ بوده‌اند. ۵۹٪ از دیگر نقاط ایران بوده‌اند از جمله کاشانی‌ها و عراقی‌ها (اهالی مرکز ایران) و شیرازی‌ها که در این میان کاشانی‌ها بیشتر از دیگران بوده‌اند.
امروزه بیشینه مردم تهران را پارسیان تشکیل می‌دهند؛ پس از آن‌ها، آذری‌ها بزرگ‌ترین اقلیت قومی موجود در تهران هستند. همچنین کردها، مازندرانی‌ها، لرها و گیلک‌ها نیز از دیگر اقوام پر جمعیت شهر تهران هستند.
طی پژوهشی که شرکت پژوهشگران خبره پارس به سفارش شورای فرهنگ عمومی در سال ۸۹ انجام داد و بر پایهٔ یک بررسی میدانی و یک جامعهٔ آماری از میان ساکنان ۲۸۸ شهر و حدود ۱۴۰۰ روستای سراسر کشور، درصد اقوامی که در این نظر سنجی نمونه‌گیری شد، در تهران به قرار زیر بود:
| \| اقوام کلان‌شهر تهران \| اقوام کلان‌شهر تهران \| اقوام کلان‌شهر تهران \| اقوام کلان‌شهر تهران \| اقوام کلان‌شهر تهران \| \| ------------------- \| ------------------- \| ------------------- \| ------------------- \| ------------------- \| \| قوم \| قوم \| \| درصد \| درصد \| \| فارسی‌زبانان \| فارسی‌زبانان \| \| ۵۳٫۶٪ \| ۵۳٫۶٪ \| \| آذری‌ها \| آذری‌ها \| \| ۳۳٫۵٪ \| ۳۳٫۵٪ \| \| مازندرانی‌ها \| مازندرانی‌ها \| \| ۵٫۵٪ \| ۵٫۵٪ \| \| کردها \| کردها \| \| ۴٪ \| ۴٪ \| \| گیلک‌ها \| گیلک‌ها \| \| ۲٫۲٪ \| ۲٫۲٪ \| \| لرها \| لرها \| \| ۰٫۸٪ \| ۰٫۸٪ \| \| دیگر \| دیگر \| \| ۰٫۴٪ \| ۰٫۴٪ \| |             |  |       |       |
| اقوام کلان‌شهر تهران |             |  |       |       |
| قوم | قوم         |  | درصد  | درصد  |
| فارسی‌زبانان | فارسی‌زبانان |  | ۵۳٫۶٪ | ۵۳٫۶٪ |
| آذری‌ها | آذری‌ها      |  | ۳۳٫۵٪ | ۳۳٫۵٪ |
| مازندرانی‌ها | مازندرانی‌ها |  | ۵٫۵٪  | ۵٫۵٪  |
| کردها | کردها       |  | ۴٪    | ۴٪    |
| گیلک‌ها | گیلک‌ها      |  | ۲٫۲٪  | ۲٫۲٪  |
| لرها | لرها        |  | ۰٫۸٪  | ۰٫۸٪  |
| دیگر | دیگر        |  | ۰٫۴٪  | ۰٫۴٪  |

### شهروندان خارجی
۲ میلیون از اتباع خارجی در استان تهران زندگی می‌کنند. بیشترین خارجی‌های ساکن آن را افغان‌ها و پس از آن، پاکستانی‌ها و عراقی‌ها تشکیل می‌دهند.

## دین
بیشتر مردم تهران رسماً مسلمان و شیعه دوازده‌امامی هستند. دیگر جوامع مذهبی در تهران شامل اهل سنت، بهائیان، زرتشتیان، مسیحیان و یهودیان می‌شود. 

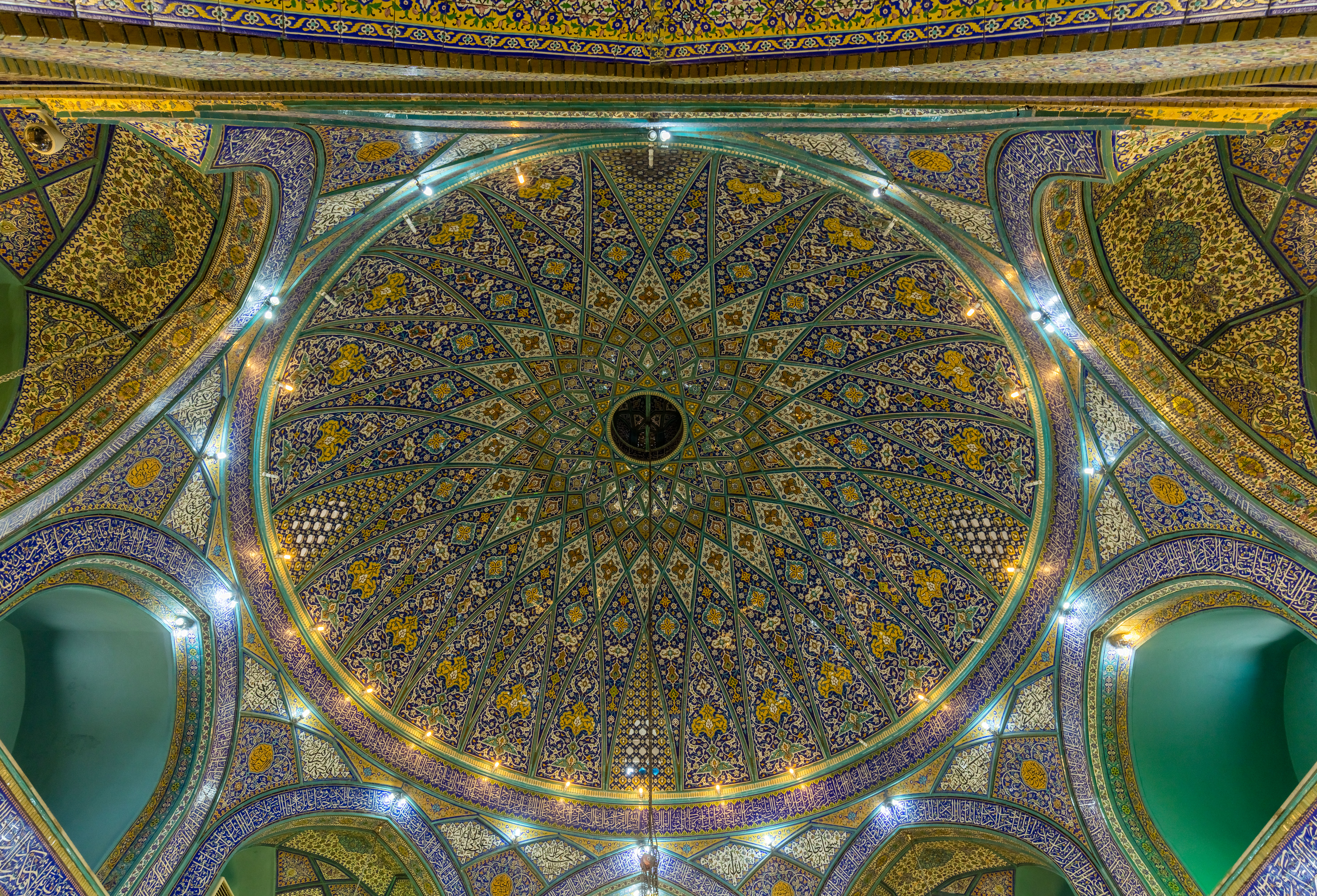
نمای درونی گنبد مسجد شاه
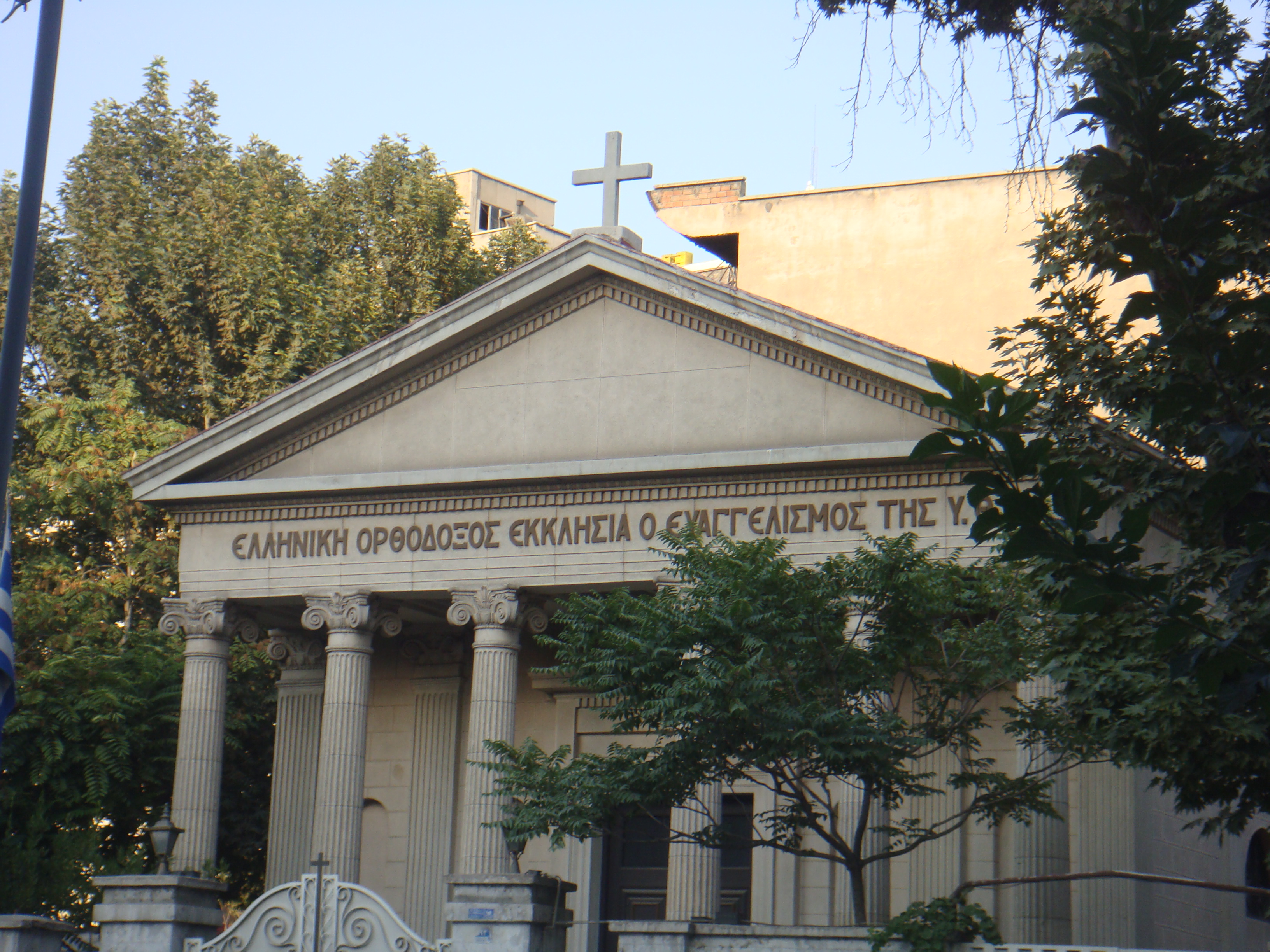
کلیسای یونانی مریم عذرا
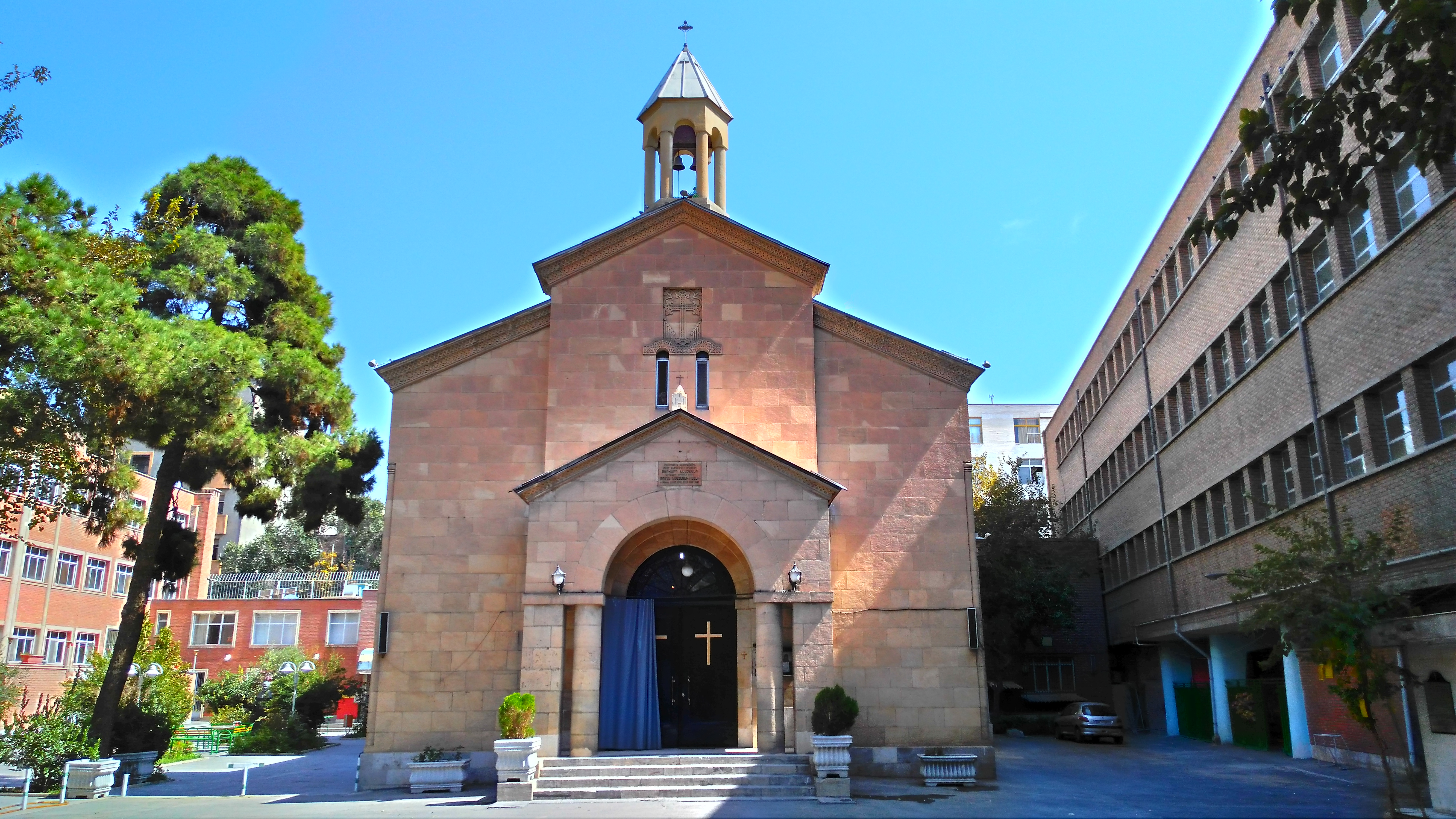
کلیسای مریم مقدس
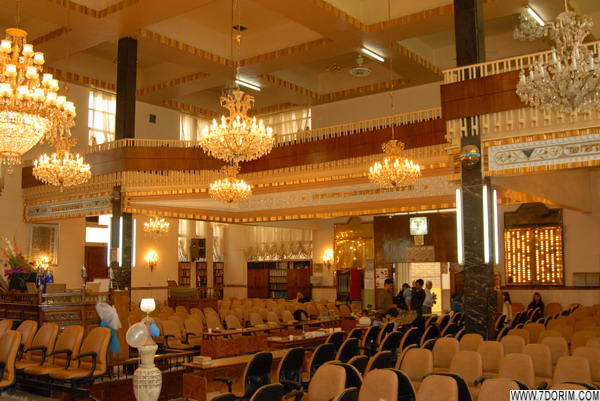
کنیسه یوسف‌آباد
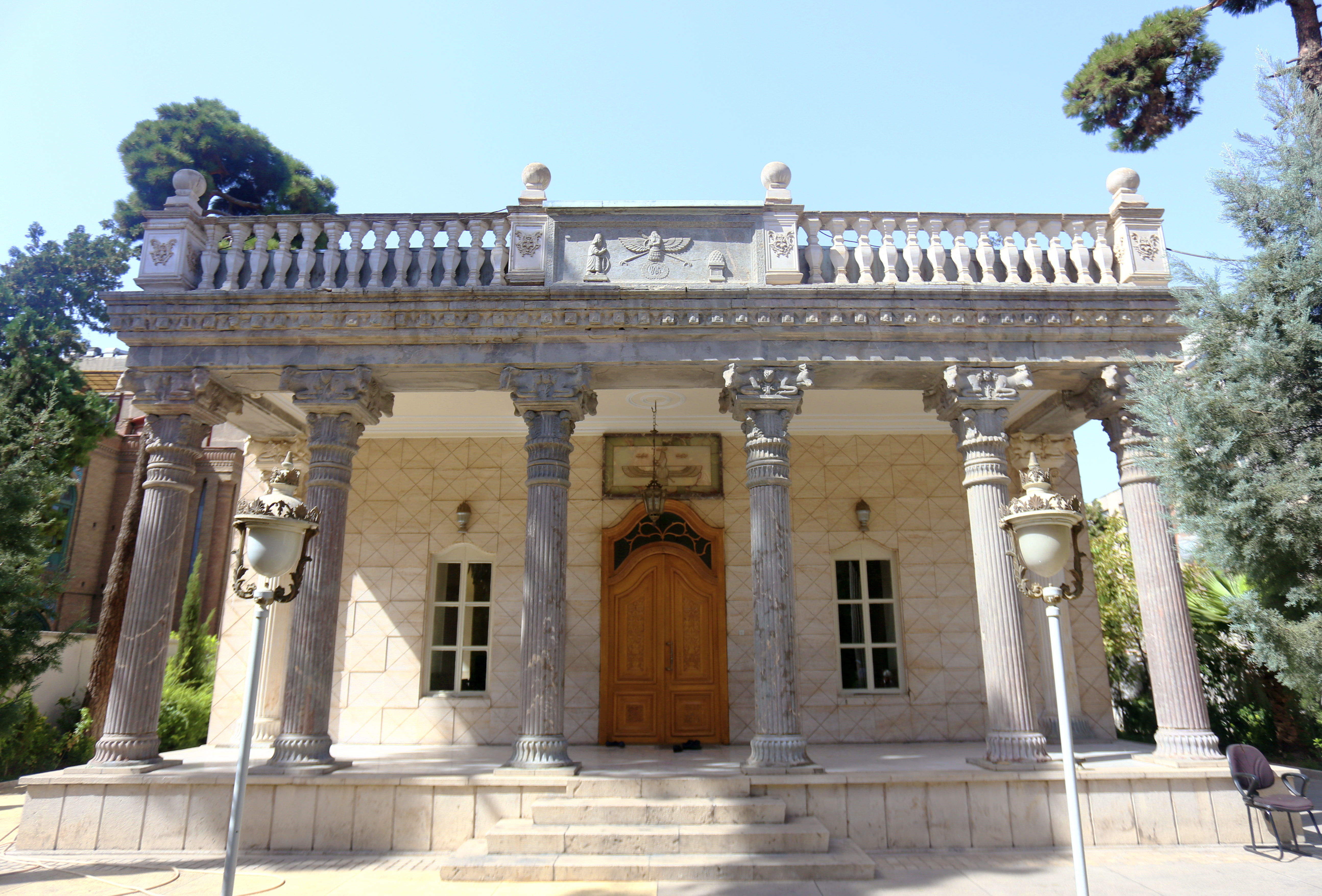
آتشکده آدریان

## میانگین سنی
شهر تهران جمعیت سال‌خورده‌تری نسبت به ایران و استان تهران را در خود جای داده است. پراکندگی گروه‌های سنی نیز در تهران یکنواخت نیست و مناطق شمالی دارای جمعیتی با میانگین سنی بالاتری هستند. مناطق حاشیهٔ شهر نیز دارای جمعیت جوان‌تری هستند. طبق آماری که بر اساس نتایج سرشماری سال ۱۳۹۵ به دست آمد، میانگین سنی در شهر تهران معادل ۳۳/۲ سال است.